# Cody Christian

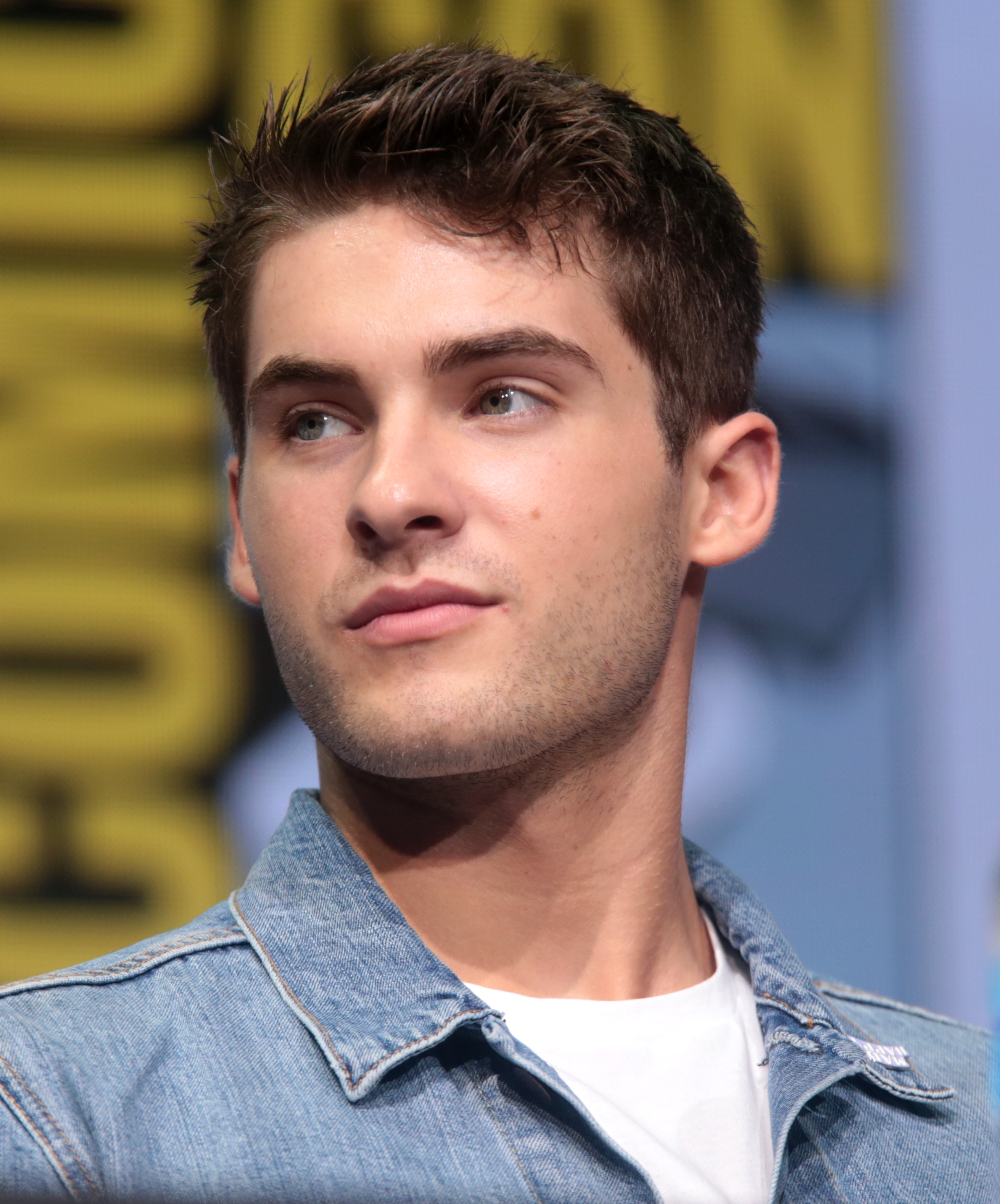
Cody Christian bei der Comic-Con in San Diego (2017)

Cody Allen Christian (* 15. April 1995) ist ein US-amerikanischer Schauspieler, der vor allem durch seine Rollen als „Mike Montgomery“ in Pretty Little Liars und „Theo Raeken“ in Teen Wolf bekannt ist.

## Leben
Seine ersten namhaften Auftritte im Film- und Fernsehgeschäft konnte Cody Christian im Jahre 2006 verzeichnen, als er in den beiden Kurzfilmen The Profound Mysteries of Tommy Kuglar und Corndog of Tolerance eingesetzt wurde. Bereits im Jahr darauf folgten für den engagierten Nachwuchsschauspieler erste Auftritte in international ausgestrahlten Fernsehserien. So war er unter anderem in einer unbekannten Anzahl an Episoden von State of Mind zu sehen und bekam zudem eine Gastrolle in der nur kurzlebigen Serie Back to You. Im Jahr 2008 folgte schließlich ein weiterer Gastauftritt in der Vampir-Dramaserie True Blood. Einen weiteren nicht unwesentlichen Auftritt konnte er im darauffolgenden Jahr 2009 verzeichnen, als er im Film Surrogates – Mein zweites Ich, in der Hauptrolle mit Golden-Globe-Gewinner Bruce Willis und zahlreichen weiteren berühmten Persönlichkeiten, zu sehen war. In der deutschsprachigen Synchronfassung des Films übernimmt der deutsche Synchronsprecher Maximilian Artajo seine Stimme.
2010 wurde er schließlich für die Rolle des Mike Montgomery in der Fernsehserie Pretty Little Liars gecastet, in der man ihn in einer Nebenrolle sah. In der Serie spielte er den jüngeren Bruder von Aria Montgomery (gespielt von Lucy Hale), sowie den Sohn von Byron Montgomery (Chad Lowe) und dessen Ehefrau Ella Montgomery (Holly Marie Combs). Ebenfalls noch im Jahr 2010 war Christian in der 13. Episode der sechsten Staffel in einer Gastrolle in Grey’s Anatomy als Brad Walker zu sehen. 2011 folgte ein weiterer Filmauftritt in Bulletproof Gangster, wo er in die Rolle der jüngeren Version von Ray Stevensons Figur des Danny Greene schlüpfte. 2012 und 2013 übernahm er jeweils kleinere Gastrollen in den Serien S3 – Stark, schnell, schlau, Body of Proof, Austin & Ally und Supah Ninjas.
Von 2015 bis 2017 war er als Theo Raeken in Teen Wolf zu sehen.
Bei den Golden Joystick Awards 2024 wurde Christian für seine Rolle des Cloud Strife im Computerspiel Final Fantasy VII Rebirth als Best Lead Performer ausgezeichnet.

## Filmografie (Auswahl)
- 2006: The Profound Mysteries of Tommy Kuglar
- 2006: Corndog of Tolerance
- 2007: State of Mind (Fernsehserie, unbekannte Anzahl an Episoden)
- 2007: Back to You (Fernsehserie, Episode 1x06)
- 2008: True Blood (Fernsehserie, Episode 1x05)
- 2009: Surrogates – Mein zweites Ich (Surrogates)
- 2010: Grey’s Anatomy (Fernsehserie, Episode 6x13)
- 2010–2015: Pretty Little Liars (Fernsehserie, 29 Episoden)
- 2011: Bulletproof Gangster (Kill the Irishman)
- 2012: S3 – Stark, schnell, schlau (Lab Rats, Fernsehserie, 2 Episoden)
- 2012: Body of Proof (Fernsehserie, Episode 2x16)
- 2013: Austin & Ally (Fernsehserie, Episode 2x09)
- 2013: Supah Ninjas (Fernsehserie, 2 Episoden)
- 2013: Die Pute von Panem – The Starving Games (The Starving Games)
- 2015–2017: Teen Wolf (Fernsehserie, 30 Episoden)
- 2016: Submerged
- 2018–2024: All American (Fernsehserie)
- 2018: Assassination Nation